# Mustafa Abdou
Mustafa Abdou (El Cairo, Egipto, 10 de junio de 1953) es un exfutbolista de Egipto que jugaba en la posición de centrocampista.

## Carrera

### Club
Jugó toda su carrera con el Al-Ahly de 1971 a 1987 donde anotó 43 goles en 243 partidos, ganó 10 títulos de liga, cuatro títulos de copa, la Copa Africana de Clubes Campeones y la Recopa Africana en tres ocasiones.

### Selección nacional
Jugó para Egipto en 45 ocasiones de 1974 a 1986 y anotó siete goles; participó en cuatro ediciones de la Copa Africana de Naciones y en los Juegos Olímpicos de Los Ángeles 1984.

## Logros

### Club
- Primera División de Egipto (10): 1974–75, 1975–76, 1976–77, 1978–79, 1979–80, 1980–81, 1981–82, 1984–85, 1985–86, 1986–87
- Copa de Egipto (5): 1977–78, 1980–81, 1982–83, 1983–84, 1984–85
- Copa Africana de Clubes Campeones (1): 1982
- Recopa Africana (3): 1984, 1985, 1986

### Selección nacional
- Copa Africana de Naciones (1): 1986

### Individual
- Equipo Ideal de la Copa Africana de Naciones 1986.